# Sokoto
Sokoto è una città della Nigeria, capoluogo dell'omonimo stato nigeriano. La città, con più di 580 000 abitanti, è posizionata sul fiume Sokoto ed è un importante mercato agricolo e zootecnico. Oltre ad industrie alimentari vi sono rilevanti industrie conciarie e del cemento. 
Il centro urbano, posizionato a nord di Kano, ha una struttura aeroportuale per uso interno alla Nigeria.

## Geografia fisica

### Clima
Sokoto ha un clima caldo semi-arido (classificazione climatica di Köppen BSh). Si trova nel Sahel secco, circondata da savana sabbiosa e colline isolate. 
Con una temperatura media annua di 28,3 °C (82,9 °F), Sokoto è una delle città più calde della Nigeria, tuttavia le temperature massime diurne sono generalmente inferiori a 40 °C (104,0 °F) per la maggior parte dell'anno e la secchezza rende il caldo sopportabile. I mesi più caldi vanno da febbraio ad aprile, dove le temperature diurne possono superare i 40 °C. La temperatura più alta registrata è di 45 °C. La stagione delle piogge va da giugno a ottobre, durante la quale i rovesci sono quotidiani. Le piogge durano raramente a lungo e sono ben lontane dalle piogge torrenziali che si verificano regolarmente in molte regioni tropicali. Da fine ottobre a febbraio, durante la "stagione fredda", il clima è dominato dal vento harmattan che soffia la polvere del Sahara sul territorio. La polvere oscura la luce del sole, abbassando così notevolmente le temperature.
L'ancora di salvezza della regione per le coltivazioni è rappresentata dalle pianure alluvionali del sistema fluviale Sokoto-Rima, coperte da ricchi terreni alluvionali. Per il resto, le colture coltivate a Sokoto includono miglio, mais d'India, fagioli, forse i più abbondanti, seguiti da mais, riso, sesamo, altri cereali e ortaggi come cipolle, pomodori, peperoni, uova da giardino, lattuga e cavoli. Oltre al miglio, Sokoto è il principale produttore di cipolle della Nigeria, in termini di vegetazione, Sokoto rientra nella zona della savana. Si tratta di una prateria aperta priva di mosche tse-tse, adatta alla coltivazione di cereali e all'allevamento. Le piogge iniziano tardi e finiscono presto, con precipitazioni medie annue comprese tra 500 e 1300 mm. A Sokoto ci sono due stagioni principali, quella umida e quella secca. La stagione secca inizia a ottobre e dura fino ad aprile in alcune zone e può estendersi a maggio o giugno in altre. La stagione umida, invece, inizia nella maggior parte dello Stato a maggio e dura fino a settembre o ottobre. L'harmattan, un vento secco, freddo e piuttosto polveroso, si verifica nello Stato tra novembre e febbraio. Il caldo è più intenso a marzo e aprile. Ma il clima nello Stato è sempre freddo al mattino e caldo al pomeriggio, tranne che nel periodo di picco dell'harmattan.
La topografia dello Stato è dominata dalla pianura Hausa della Nigeria settentrionale. I vasti terreni irrigabili dei sistemi fluviali Sokoto-Rima tagliano la pianura e forniscono il ricco terreno alluvionale adatto a una varietà di colture nello Stato. Ci sono anche colline e montagne isolate sparse in tutto lo Stato.